# Горелый (приток Орловы)
Горелый — ручей в России, протекает по территории Красноселькупского района Ямало-Ненецкого АО. Устье реки находится на 11-м километре правого берега реки Орлова на высоте 79 метров над уровнем моря. Высота истока 107 метров. Длина реки составляет 12 км.
Система водного объекта: Орлова → Контылькы → Таз → Карское море.

## Данные водного реестра
По данным государственного водного реестра России относится к Нижнеобскому бассейновому округу, водохозяйственный участок реки — Таз. Речной бассейн реки — Таз.